# Zawada (powiat myślenicki)
Zawada – wieś w Polsce położona w województwie małopolskim, w powiecie myślenickim, w gminie Myślenice.
W latach 1975–1998 miejscowość należała administracyjnie do województwa krakowskiego.

## Historia
30 kwietnia 1944 żandarmeria niemiecka z Myślenic wraz z Gestapo z Krakowa przeprowadziła obławę w poszukiwaniu Józefa Fijałkowskiego. Poszukiwanego nie znaleziono, zamordowano więc jego rodzinę oraz Anielę i Marię Figiel.
Z Zawady pochodzą żołnierz walk z okupantem niemieckim Józef Fijałkowski oraz polski żużlowiec Tadeusz Fijałkowski.